# В плену у Весты
«В плену у Весты»  (англ.  Marooned Off Vesta) — научно-фантастический рассказ Айзека Азимова, первое опубликованное произведение автора. Был написан в июле 1938 года, являлся третьим из написанных Азимовым рассказов. Изначально был отправлен в журнал Analog Science Fiction and Fact, где в августе 1938 года был отвергнут, в октябре был отправлен в журнал Amazing Stories, где в марте 1939 года и был опубликован. На момент публикации Азимову было 18 лет. Позже дважды включался автором в сборники своих рассказов, в 1968 году в сборник «Загадки Азимова» (англ. Asimov’s Mysteries) и в 1973 году в сборник «Лучшее из Азимова» (англ. The Best of Isaac Asimov).

## Сюжет
Сюжет рассказа повествует о трёх космических путешественниках Уоррене Муре, Марке Брэндоне и Майкле Ши, выживших при крушении космического корабля «Серебряная Королева» в окрестностях Главного пояса астероидов, и оказавшихся в ловушке гравитационного поля астероида Веста. После крушения в распоряжении выживших имелось три герметичных комнаты, один скафандр, трехдневный запас кислорода, недельный запас пищи и годовой запас воды. По ходу развития сюжета главные герои мужественно преодолевают возникшие трудности и благодаря изобретательности, несмотря на ограниченность ресурсов, выбираются из сложного положения.

## Продолжение рассказа
В 1958 году в ознаменование двадцатилетия рассказа Айзек Азимов написал продолжение рассказа. Рассказ был назван «Годовщина» (англ. Anniversary) и был издан в журнале Amazing Stories вместе с оригиналом в 1959 году. Рассказ повествует о тех же героях, собравшихся вместе через двадцать лет для того, чтобы отметить годовщину своего чудесного спасения. Вспоминая минувшее, они приходят к выводу, что их уже никто не помнит, а в дальнейшем выясняются и некоторые загадочные обстоятельства их полета, на основании того, что некая страховая фирма собирает в космосе все обломки их погибшей «Серебряной Королевы».